# Verquigneul
Verquigneul é uma comuna francesa na região administrativa de Altos da França, no departamento de Pas-de-Calais. Estende-se por uma área de 3,5 km². A comuna foi incorporada a Béthune em 1990, esta incorporação foi anulada em 1 de janeiro de 2008.